# John Grew
John Grew (* 30. April 1940 in Glenholme, Nova Scotia) ist ein kanadischer Organist, Cembalist und Musikpädagoge.
Grew studierte Klavier und Orgel an der Mount Allison University und der University of Michigan in Ann Arbor. Zu seinen Lehrern zählten Maitland Farmer, Marilyn Mason, Kenneth Gilbert, Marie-Claire Alain und Luigi Ferdinando Tagliavini. 1970 gewann er den Ersten Preis beim Internationalen Orgelwettbewerb in Genf.
Zwischen 1966 und 1973 unterrichtete Grew an verschiedenen Universitäten in den USA und Kanada und war Organist an Kirchen in New Brunswick, Ontario sowie der Queen Mary Road United Church in Montreal. 1973 wurde er Professor an der McGill University, wo er von 1991 bis 1996 Dekan der Musikfakultät war.
1981 veranstaltete er mit Donald Mackey das Symposium The Organ in Our Time an der McGill University, zu dem 400 Teilnehmer aus Kanada, den USA und Europa anreisten. 1985 gründete er Musique Royale, ein Sommerfestival der Alten Musik, dessen künstlerischer Leiter er war.
Als Konzertorganist spielte Grew Aufnahmen beim Rundfunk in Kanada, Belgien, Frankreich und Deutschland ein und trat als Solist mit dem Tafelmusik Baroque Orchestra, dem Alberta Baroque Ensemble und dem Montreal Symphony Orchestra auf. Für ATMA Classique und McGill Records spielte er Werke von Johann Sebastian Bach, Dietrich Buxtehude, Nicolas de Grigny, Bengt Hambraeus und Charles-Marie Widor sowie ein Album mit Weihnachtsmusik von Louis-Claude Daquin, Jean-François Dandrieu und Nicolas Lebègue ein.